# ウィリアム・ベント

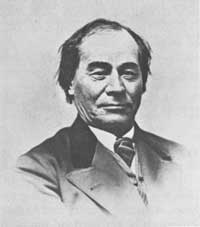
ウィリアム・ベント

ウィリアム・ベント（William Bent、1809年 - 1869年）は、アメリカ合衆国南西部の罠猟師、牧場主。西部の「インディアン戦争」の最中に、シャイアン族らインディアンと白人との仲を取り持った。

## 経歴
ベントはミズーリ州セントルイスに、州最高裁判事の息子として産まれた。16歳のときに、経験豊富な「マウンテンマンである兄のチャールズ・ベントと共に西部に移った。
1824年、チャールズとともにミズーリ川を遡り、ビーバー専門の罠猟師となり、当時非常に身入りの良かった毛皮交易を開始した。この商売は専門企業との競争が激しく、やがて二人は開けたばかりの交易路「サンタフェ道」沿いで、商機を睨んで交易業を始めることにした。
サンタフェ道の周辺は、コマンチ族の領土であり、侵略者である白人入植者たちはたびたび襲われ生命財産を奪われた。しかしメキシコと合衆国の交易品が行きかうこの交易路は、危険を差っ引いても商人たちには非常に魅力的な場所だった。インディアンを知り抜いたウィリアムは、ここに白人が安全に通行できる経路を開いた。
ウィリアムはここで、コマンチ族の襲撃から二人のシャイアン族戦士を助け、これを縁に以後シャイアン族の友人となる。
1831年、ウィリアムとチャールズはサンタフェでの商売をやめ、インディアン相手にバッファローの毛皮の交易を始めることにした。二人はセラン・セント・ブラインと共に、コロラド州東部の平原に、「ベントの砦」として知られる天日干しの煉瓦造りの砦を建てた。この砦は当時、アメリカ西部では唯一の、白人の私有の要塞であり、ベントはここで黒人奴隷を所有し、交易にいそしんだ。
メキシコ、カナダ、ミズーリ川の三点からちょうど805Kmの地点にあり、交易路のサンタフェ道上にあることと、シャイアン族と仲が良いことから、この砦は南部大平原で、インディアンと白人との交易の中心地となった。またインディアンに熟知したベントは、シャイアン族の通訳も務め、白人入植者との揉め事の調停役としてシャイアン族から重宝がられた。
1833年11月12日、ベントが砦の落成記念にシャイアン族やアラパホー族を招いて案内していたところ、すさまじい数の流星が大空一杯に降り注いだ。これはしし座流星群の落下だったが、インディアンたちはこれをベントの使った魔法だと思い、さらに畏敬の念を持った。彼らは後々までベントの砦でのこの出来事を語り伝えていた。

## シャイアン族女性との結婚
1837年、ベントはシャイアンの女性アウル・ウーマンと結婚した。彼女はシャイアン族の神器として現在も伝えられる「聖なる矢」の守護者であるホワイト・サンダーの長女だった。
1838年にベントと彼女との間に長女マリーが生まれた。1840年には長男のロバートが生まれた。1843年には二男のジョージが生まれ、全部で4名の子供をもうけた。彼はシャイアン族酋長のブラック・ケトルとも仲が良く、酋長は彼のことを「小さな白人(Little White Man)」と呼んだ。
1846年、「米墨戦争」が起こると、ベントの砦は米軍に接収され、大平原司令部となった。ワシントンDCとも太いつながりを持つ兄のチャールズは、ニューメキシコ領の初代知事に任命された。
1847年、タオス・プエブロ族が一斉蜂起し、「タオスの反乱」を起した。知事である兄のチャールズはタオス・インディアンにつかまり、頭の皮をはがれ、矢で殺された。この矢はベント兄弟が交易で彼らに売ったものだった。
悲しみにくれた数週間が過ぎた後、妻に呼ばれたウィリアムがシャイアン族の村に行くと、出産したばかりの妻は死んでいた。彼はその子に兄の名と同じチャールズ（チャーリー）と名付けた。子供たちの面倒は妻の妹のイエロー・ウーマンが見ることになり、彼女との間にウィリアムはジュリアという娘を得た。
1849年にカリフォルニアに金鉱が見つかり、ゴールド・ラッシュとなった。金目当ての白人たちは交易路をさんざんに荒らし、手当たり次第にバッファローを撃ち殺し、ベントの商売を台無しにした。物資の調達のためにウィリアムがセントルイスに旅立つと、妻イエロー・ウーマンは母親とともに、ロバート以外の子供たち4人を連れてオーセージ族のパウワウを観に行った。ところがこの祝祭の場で、白人が持ち込んだコレラが発症した。逃げまどうインディアンたちの中で、イエロー・ウーマンと母親は子供たちを抱えてロバで逃げたが、その晩、母親はコレラで死んでしまった。
ウィリアムが戻ると、シャイアン族の半分近くがコレラで死んでいた。ユテ族やアパッチ族、アラパホー族、コマンチ族の友人たちはこれをウィリアムのせいではないかと疑い、あからさまに敵意を見せる者が増えた。ウィリアムは砦を米軍に売却することを決め、交渉したが、合衆国ははした金を提示し、怒った彼に対して逆に不法占拠の廉で脅してきた。怒り狂ったウィリアムは砦を使用不可能にするため爆破し、ブッグ・ティンバースに小さな砦を構えた。
1853年、ウィリアムは家族を連れてセントルイスに帰った。しかしインディアンに対する白人たちの人種差別から、彼の混血の子供たちは忌み嫌われ、同化教育に反発した。
1858年、コロラド準州のパイクズ・ピークに金鉱が発見されると、これを目当てにした白人たちがインディアンの土地に殺到し、ゴールド・ラッシュが起こった。米軍はシャイアン族やアラパホー族の追い出しを図り、インディアン戦争が激化した。
1861年に南北戦争が始まると、ウィリアムは砦に戻ることとなり、セントルイスの生活に嫌気がさしていたジョージとチャーリーは南軍の兵士となった。チャーリーは年齢が足らず軍務を解かれ、父親の砦に身を寄せ、ジョージは北軍の捕虜となった。ジョージが釈放されたのは1863年になってようやくのことだった。白人のインディアンに対する憎しみは、ベントの混血の息子たちに向けられるのは必至であり、彼は兄弟をシャイアン族の野営にあずけた。兄弟はそこで、インディアンとして生きる道を選ぶことになった。

## サンドクリークの虐殺
砦に戻っていたベントは、米軍との和平を望んでいるブラック・ケトル酋長に、白人との和平交渉の仲介を頼まれ、それは成功しそうだった。しかし、ジョン・エバンス知事と、当時議会への立候補を計画していたジョン・チヴィントン大佐は、インディアンを壊滅させる政治的な立場をとっており、チビントンは大々的に民兵をかき集め、「悪いインディアン」の討伐のための「100日間部隊」を結成していた。
1864年9月28日、デンバーにある米軍ウェルド基地でシャイアン族、アラパホー族、カイオワ族の酋長たちとエバンス、チビントンらとの会談が開かれ、和平の同意が交わされた。インディアンたちは白人の要求をのんで、遠方へと野営を移した。
11月28日、ブラックケトルら和平派のシャイアン族バンドは、和平協定に従ってサンドクリークのそばに野営を張っていた。チビントンが率いる800人の陸軍騎兵部隊は彼らの皆殺しを企み、ベントの長男のロバートを捕らえ、シャイアン族の野営地へ強制的に案内させた。チビントンの軍隊はそこで、女子供を含む百数十人のシャイアン族インディアンを殺戮した。これが悪名高いサンドクリークの虐殺である。
ロバートは、チヴィントンと法廷で争い、チビントン達が逃げまどう女や子供を殺し、男女の生殖器をえぐり取って記念に持ち帰ったことを証言した。
ベントの息子、ジョージとチャーリーは、米軍への報復を誓った交戦派のシャイアン族が結成した、命を捨てた特攻戦士の集団「ドッグ・ソルジャー（w:Dog soldier）」に参加した。彼らの領土から白人を追い出すための戦いに身を投じた。1万ドルの賞金首となったチャーリーは、1867年にコレラで死んだ。21歳だった。ジョージはシャイアン族の女と結婚し、酋長（調停者）となった。
ウィリアム・ベントはカンザス州ウェストポートに移住し、後にコロラド州で牧場を経営した。彼はコロラド州ラスアニマス(w:Las Animas, Colorado)南のラスアニマス墓地に埋葬されている。